# Hans Haidenbauer
Hans Haidenbauer (* 5. Oktober 1902 in Langenwang, Steiermark; † 25. April 1970 in Graz) war ein österreichischer Arbeiterdichter.

## Leben
Hans Haidenbauer war ein uneheliches Kind. Er wuchs bei seiner Mutter, die Kellnerin war, und ihren Eltern auf. Mit 13 Jahren wurde er Hilfsarbeiter in einem großen Stahlwerk in Hönigsberg in der Obersteiermark. Nach dem Ersten Weltkrieg wurde er Betriebsrat und bald der einzige Vertrauensmann der Sozialdemokratischen Partei in Langenwang. Er lebte mit seiner Frau und zwei Söhnen in einer Zimmer-Küche-Wohnung. Nachdem er seine Arbeit verloren hatte, wurde er Platzarbeiter und Eisenträger.
1931 schrieb er auf einer ausgeliehenen Schreibmaschine sein erstes Gedicht. Man nannte ihn in der Nachbarschaft bald den „Genossen mit der Schreibmaschine“. Man kam zu ihm, um sich einen Brief aufsetzen zu lassen. Am 12. November 1931 hielt er im Rundfunk als „Unbekannter Arbeiter und Bürger Österreichs“ eine „Rede zum Staatsfeiertag“. Drei Tage später fand seine erste Lesung eigener Werke im Rundfunk statt. Es wurden in Folge Gedichte in den Sonntagsbeilagen der Arbeiter-Zeitung und anderen sozialdemokratischen Medien veröffentlicht, in denen er auch unter dem Namen Hönigsberg publizierte. 1933 wurde er Mitglied der Vereinigung sozialistischer Schriftsteller. Weiters brachte der Krystall-Verlag seinen Gedichtband Alltag heraus. Für diesen Gedichtband erhielt er als erster Arbeiter Österreichs den Julius-Reich-Preis.
Nach dem Februar 1934 konnte Hans Haidenbauer weiterhin publizieren. So wurde 1934 im Grazer Rundfunk sein Hörspiel Das Wunder uraufgeführt. 1934 wurde er Fachreferent für Arbeiterbildungswesen in die Arbeiterkammer in Graz. Am 18. Juni 1938 beantragte er die Aufnahme in die NSDAP und wurde rückwirkend zum 1. Mai desselben Jahres aufgenommen (Mitgliedsnummer 6.196.708). Im selben Jahr verlor er seine Arbeit und 1942 wurde er zur Wehrmacht eingezogen.
Nach 1945 war Hans Haidenbauer Abteilungsleiter in der Bergarbeiter-Versicherungsgesellschaft in Graz.

## Werk
- Alltag. Gedichte, Wien 1933

## Auszeichnungen
- 1933 Julius-Reich-Preis